# Dumoga
Dumoga es un género de arañas araneomorfas de la familia Linyphiidae. Se encuentra en las Célebes en Indonesia.

## Lista de especies
Según The World Spider Catalog 12.0:
- Dumoga arboricola Millidge & Russell-Smith, 1992
- Dumoga complexipalpis Millidge & Russell-Smith, 1992